# Fernando Llorente
Fernando Javier Llorente Torres ([fe̞rˈnando xaˈβje̞ɾ ʎoˈɾe̞nte̞ ˈtore̞s]; Pamplona, 26 febbraio 1985) è un ex calciatore spagnolo, di ruolo attaccante.
Nel suo palmarès figurano 2 campionati italiani, 2 Coppe Italia, 2 Supercoppe italiane e un'Europa League.
Con la nazionale spagnola fu campione mondiale nel 2010 ed europeo nel 2012 e, a livello giovanile, è vincitore di una Meridian Cup con la nazionale Under-17 nel 2003.

## Biografia
Nato a Pamplona, in Navarra, ma cresciuto poi nella piccola cittadina di Rincón de Soto, nella provincia della Rioja, all'età di dieci anni ha lasciato la famiglia per trasferirsi a Bilbao, stavolta nella Biscaglia, andando a vivere nella cantera rojiblanca. Pur essendo rioano d'origine, «sono legato a Bilbao e alla cultura basca, perché è lì che sono diventato un calciatore». Il 20 giugno 2015 si sposa con la compagna Maria a San Sebastián, nei Paesi Baschi.
Dal 2024 fa parte della squadra di opinionisti delle gare di Champions su Prime Video.

## Caratteristiche tecniche
Era una prima punta forte fisicamente, nonché dotato sul versante tecnico. L'elevata statura lo rendeva inoltre abile nel gioco aereo, essendosi distinto per i numerosi gol segnati di testa.

## Carriera

### Club

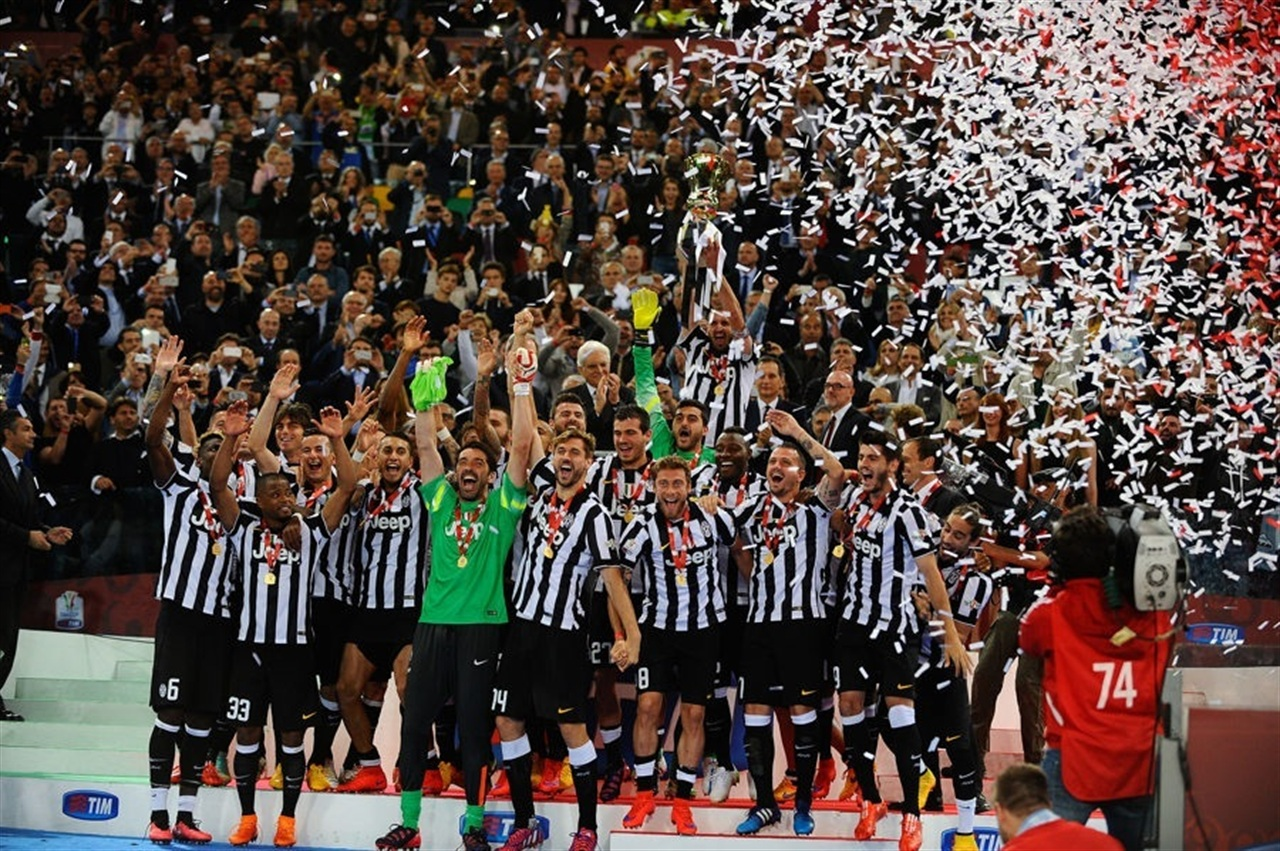
Llorente (in primo piano, al centro) festeggia coi compagni la vittoria juventina nella Coppa Italia 2014-2015

#### Gli inizi, Baskonia e Athletic Bilbao
All'età di nove anni Llorente ha iniziato a giocare nelle giovanili del Funes passando l'anno seguente in quelle del River Ebro, club del suo paese. Nel 1996, all'età di dieci anni, si è trasferito all'Athletic Bilbao, entrando nella scuola calcio di Lezama dov'è poi rimasto per sette anni. Nel 2003 è passato al Baskonia, club satellite dell'Athletic Bilbao militante nella Tercera División. In quella stagione Llorente ha segnato 12 gol in 33 partite disputate e così è tornato a Bilbao per giocare nella squadra riserve dell'Athletic, il Bilbao Athletic, nella Segunda División B.

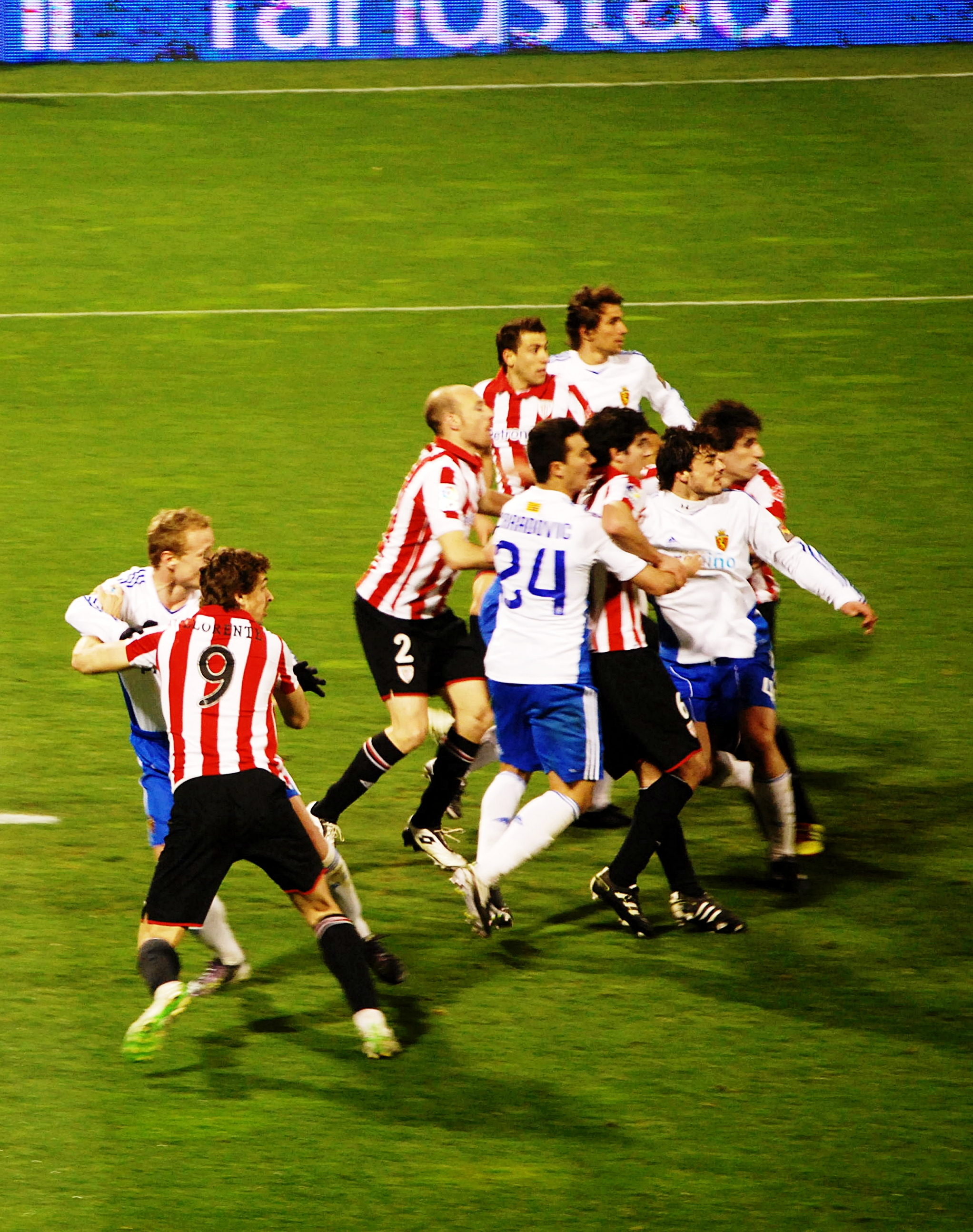
Llorente (numero 9) in mischia per l'Athletic Bilbao nel 2011

Il 16 gennaio 2005, Llorente ha esordito in prima squadra nella partita di campionato contro l'Espanyol (1-1).
Tre giorni più tardi ha realizzato le prime reti per l'Athletic Bilbao grazie alla tripletta segnata in Coppa del Re contro il Lanzarote (6-0) e successivamente è stato impiegato in 14 delle 19 rimanenti partite della Liga, in altre 3 gare di Coppa del Re e nella partita di Coppa UEFA 2004-2005 contro l'Austria Vienna. Dopo aver iniziato la stagione 2005-2006 segnando nella prima gara ufficiale dell'Athletic Bilbao contro la Real Sociedad, Llorente ha avuto difficoltà sotto il profilo realizzativo anche a causa di alcuni infortuni, tra cui una distorsione al ginocchio, una gastroenterite e un affaticamento muscolare. Ha così concluso la stagione con 4 gol all'attivo, 2 in campionato e altrettanti in Coppa del Re, entrambi contro l'Hospitalet nei sedicesimi di finale. Ha iniziato la stagione 2006-2007 come riserva di Aritz Aduriz, Joseba Etxeberria e Ismael Urzaiz, ma lo scarso numero di reti segnate dagli attaccanti dell'Athletic ha fatto sì che l'allenatore Sarriugarte decidesse di ruotarli, consentendo a Llorente di tornare a giocare per un totale di 23 partite nelle quali ha segnato 2 gol.
Dopo un precampionato nel quale ha realizzato 6 gol in altrettante partite è stato titolare dell'attacco dell'Athletic Bilbao nella stagione 2007-2008, conclusa con 12 reti realizzate, tra cui 2 doppiette contro il Valencia, che gli hanno valso per la prima volta il titolo di capocannoniere della propria squadra. Nella stagione seguente è sceso in campo in 43 occasioni e ha realizzato 18 gol (14 nella Liga e 4 in Coppa del Re), risultando nuovamente il miglior marcatore stagionale dell'Athletic Bilbao. Nelle stagioni 2009-2010 e 2010-2011, Llorente è stato nuovamente il capocannoniere della propria squadra: nel 2009-2010 con 23 reti realizzate in 51 partite, di cui 14 in campionato, una in Coppa del Re e 8 in Europa League (2 nei preliminari e 6 nella fase finale); nel 2010-2011 con 19 gol realizzati in 41 gare, di cui 18 in campionato e uno in Coppa del Re.
Il 31 gennaio 2012 ha segnato il 100º gol con la maglia dell'Athletic Bilbao, grazie alla seconda delle due reti realizzate nell'andata della semifinale di Coppa del Re 2011-2012 contro il Mirandés, vinta per 2-1. In occasione della semifinale di ritorno di Europa League 2011-2012, disputata il 26 aprile 2012 al San Mamés di Bilbao contro lo Sporting Lisbona, Llorente, dopo aver realizzato gli assist per i primi due gol dell'Athletic, ha segnato la rete del definitivo 3-1, che ha valso l'accesso alla finale della manifestazione, poi persa contro l'Atlético Madrid. A fine stagione, per il quarto anno consecutivo, è risultato il miglior marcatore dell'Athletic Bilbao con 29 gol dei quali 17 in campionato, che gli hanno valso il Trofeo Zarra a pari merito con Soldado.
Nell'agosto del 2012 ha annunciato l'intenzione di non rinnovare il contratto con la squadra basca, in scadenza l'anno seguente. Di conseguenza è stato osteggiato da alcuni tifosi e spesso relegato in panchina, cosicché nella stagione 2012-2013, l'ultima all'Athletic Bilbao, ha collezionato solo 5 reti in 36 presenze tra campionato e coppe, giocando per lo più come riserva di Aduriz.

#### Juventus
Il 24 gennaio 2013, la Juventus ha annunciato l'accordo con il giocatore, prelevato dall'Athletic a parametro zero, a partire dal successivo 1º luglio. Al primo impegno ufficiale, il 18 agosto vince la Supercoppa italiana contro la Lazio (4-0), senza tuttavia scendere in campo. Esordisce con la Juventus il 24 agosto, a 28 anni, subentrando a Mirko Vučinić nella gara di Serie A vinta per 1-0 in trasferta contro la Sampdoria.

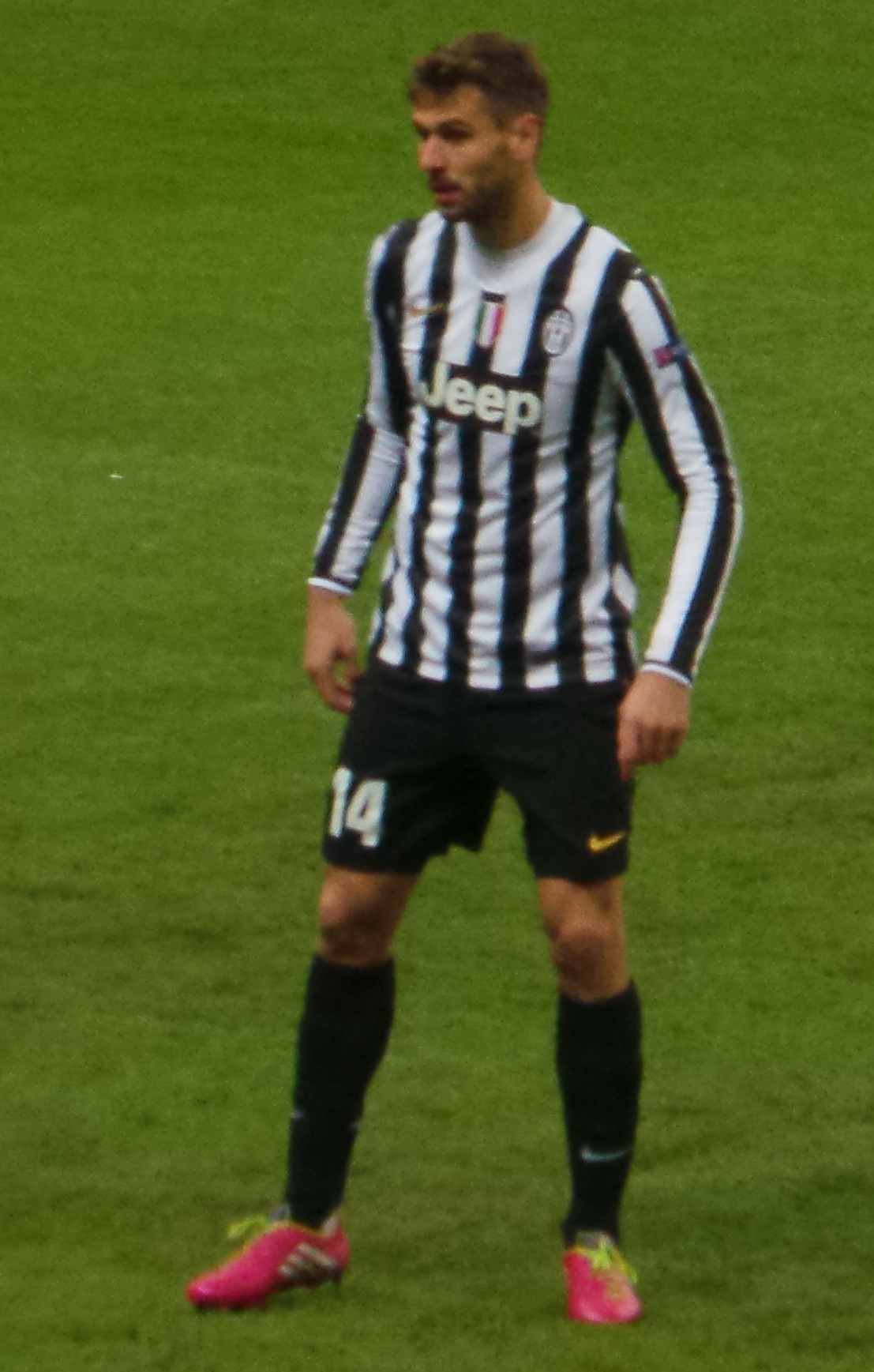
Llorente con la maglia della Juventus nel 2013

Per via della stagione passata in panchina dopo il mancato rinnovo con l'Athletic, lo spagnolo ha incontrato delle iniziali difficoltà in bianconero, dettate soprattutto dal ritrovare la condizione fisica e dall'adattamento alla nuova realtà piemontese dopo tanti anni nei Paesi Baschi. Il 22 settembre seguente, alla prima partita da titolare, ha segnato la prima rete con la maglia bianconera realizzando il gol del definitivo 2-1 contro il Verona, con un colpo di testa su assist di Arturo Vidal. Il 2 ottobre seguente ha fatto il suo esordio assoluto in Champions League, subentrando a Leonardo Bonucci nella partita contro il Galatasaray. Nel turno successivo, disputato il 23 ottobre 2013, ha realizzato la sua prima rete nella massima competizione europea per club contro il Real Madrid, nella gara del Bernabéu terminata con il risultato di 2-1 in favore dei padroni di casa.
Una volta superate le difficoltà d'inserimento patite in avvio di stagione, Llorente ha messo a referto un minutaggio via via sempre maggiore e, al termine dell'anno solare, è diventato titolare nell'attacco bianconero. Il 12 gennaio 2014 ha realizzato la prima doppietta con la maglia bianconera, nella partita vinta poi per 4-1 nella trasferta contro il Cagliari. Il 7 aprile seguente mette a referto la seconda doppietta in campionato, risultando decisivo nella vittoria contro il Livorno per 2-0. Al termine della stagione, conclusa con all'attivo 45 presenze e 18 reti, ha vinto lo scudetto con la squadra torinese, conquistando così il suo primo campionato nazionale. È risultato, inoltre, assieme a Mario Mandžukić, Aritz Aduriz e Stefan Kießling, il miglior colpitore di testa in Europa: infatti dei 16 gol in campionato, 7 sono stati realizzati di testa.
Dopo l'avvicendamento sulla panchina juventina tra Antonio Conte e Massimiliano Allegri, Llorente apre la sua seconda annata coi bianconeri siglando la prima rete in campionato il 26 ottobre, in occasione della vittoria casalinga sul Palermo per 2-0, riuscendo così a sbloccarsi dopo un avvio di stagione difficile, visto che nelle prime nove partite giocate non era riuscito a trovare la via del gol. Il 9 novembre si riconferma mettendo a segno la prima doppietta stagionale contro il Parma (7-0). Il 26 novembre realizza la prima e unica marcatura stagionale in Champions League, sbloccando il risultato nella trasferta contro il Malmö FF (2-0). Tuttavia da qui in avanti Llorente viene via via relegato in panchina e il suo posto viene preso dal giovane connazionale Álvaro Morata, preferito da Allegri sia per l'esplosione calcistica di quest'ultimo sia per il mutamento della filosofia dell'attacco, con le due punte più larghe, più possesso palla e accelerazioni, qualità che non si addicono alle caratteristiche tecniche dell'ex calciatore dell'Athletic Bilbao.

#### Siviglia, Swansea City e Tottenham
Svincolatosi dalla Juventus, il 27 agosto 2015 torna in Spagna accordandosi con il Siviglia. Il successivo 8 dicembre, è autore nella fase a gironi di Champions League di un gol proprio alla sua ex squadra bianconera, che permette agli andalusi di vincere l'incontro e raggiungere all'ultima giornata l'accesso all'Europa League, competizione poi vinta per la terza volta di fila dal club iberico.
Il 5 agosto 2016 viene acquistato dai gallesi dello Swansea City, squadra militante in Premier League, dove termina la stagione con 15 gol in campionato.
Il 31 agosto 2017 viene ceduto per circa 13 milioni di euro al Tottenham Hotspur, con cui esordisce il 16 settembre, nella sfida interna pareggiata 0-0 contro lo Swansea City, sua ex squadra. Il 6 dicembre segna la sua prima rete con la maglia dei londinesi, nel match di Champions League contro l'Apoel Nicosia. Il 17 aprile 2019, in occasione del ritorno dei quarti di finale di Champions League in casa del Manchester City, segna il gol del definitivo 3-4 per la sua squadra (con l'andata finita 1-0) permettendo agli Spurs di tornare in semifinale della massima competizione europea per la prima volta dopo 57 anni. A fine stagione si svincola dal club biancoblù visto il mancato rinnovo di contratto.

#### Napoli, Udinese, Eibar e il ritiro

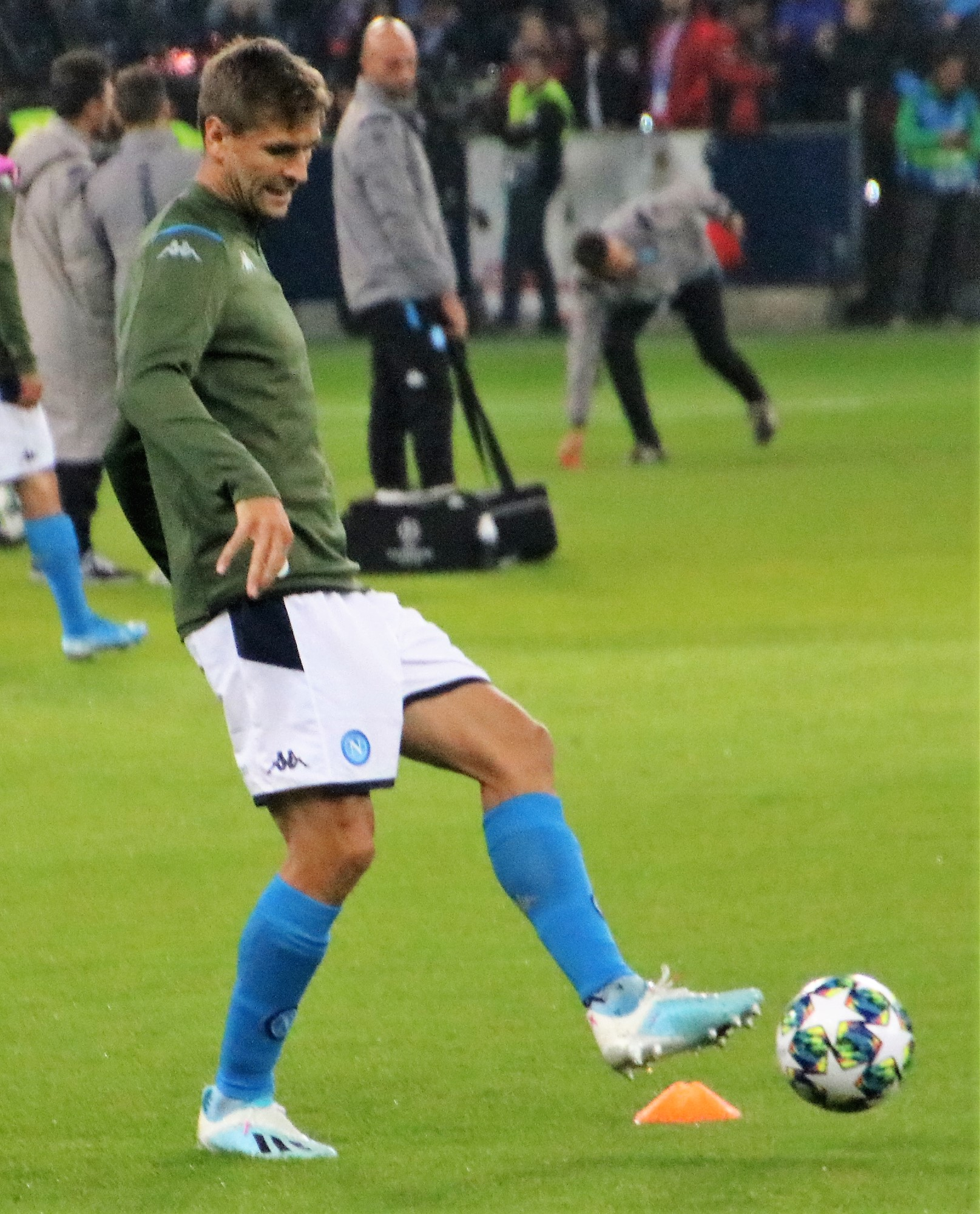
Llorente in riscaldamento prepartita col Napoli nel 2019

Il 2 settembre 2019, a 34 anni, si trasferisce al Napoli a parametro zero. Esordisce con gli azzurri il 14 settembre nella gara casalinga contro la Sampdoria subentrando al 65' a Hirving Lozano. Al primo pallone toccato, lo spagnolo effettua l'assist che permette a Dries Mertens di siglare il gol del definitivo 2-0, risultato che segna la prima vittoria in maglia azzurra.
Il 17 settembre, nel match di Champions League disputato in casa contro il Liverpool, realizza la sua prima marcatura azzurra dopo essere subentrato a Hirving Lozano per il definitivo 2-0. Cinque giorni più tardi gioca la prima partita da titolare, sigla i suoi primi due gol in Serie A e la sua prima doppietta in maglia azzurra contro il Lecce, contribuendo alla vittoria finale per 4-1 dei partenopei. Con l'arrivo di Gennaro Gattuso al posto di Carlo Ancelotti, viene messo ai margini della rosa da gennaio 2020.
Il 27 gennaio 2021, dopo una stagione e mezza al Napoli, viene ceduto all'Udinese. Quattro giorni dopo fa il suo esordio nella gara esterna in casa dello Spezia, vinta per 1-0, subentrando a Gerard Deulofeu. Il 6 marzo segna il suo primo gol, aprendo le marcature nel successo interno sul Sassuolo (2-0).
Rimasto svincolato, il 27 ottobre 2021 trova l'accordo fino al termine della stagione con l'Eibar, nella Segunda División spagnola. In seguito al termine dell'accordo con la squadra basca nell'estate del 2022, e dopo alcuni mesi trascorsi da svincolato, nel febbraio dell'anno seguente Llorente annuncia il proprio ritiro dal calcio giocato.

### Nazionale

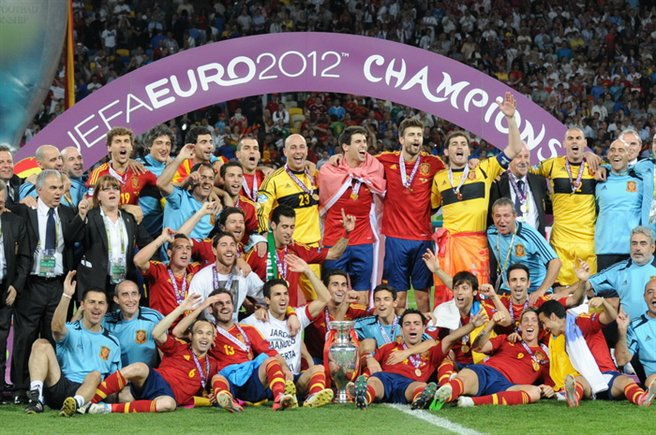
Llorente (numero 19) festeggia coi compagni la vittoria spagnola al

Llorente ha disputato con la nazionale spagnola Under-20 il mondiale di categoria 2005, nel quale con 5 gol è risultato "Scarpa d'argento" dietro a Lionel Messi (6 reti).

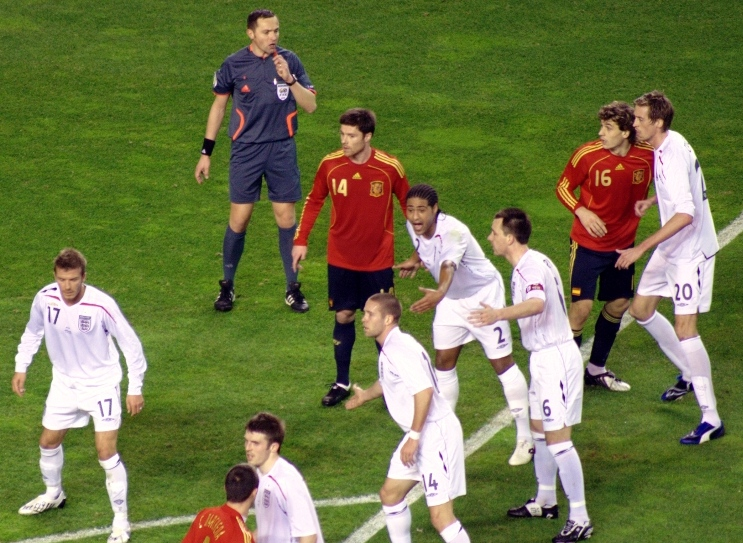
Llorente (numero 16) durante l'amichevole tra Spagna e Inghilterra dell'11 febbraio 2009

Il 14 novembre 2008 è stato convocato per la prima volta nella nazionale maggiore dal commissario tecnico Vicente del Bosque per un'amichevole contro il Cile. In quella partita ha esordito in nazionale subentrando al 70' a Xavi. L'11 febbraio 2009, in occasione dell'amichevole a Siviglia contro l'Inghilterra, ha realizzato il primo gol in nazionale, segnando di testa la rete del 2-0 finale all'82' dopo essere subentrato a Fernando Torres nel corso del secondo tempo. Nel giugno 2009 ha disputato la Confederations Cup, giocando 2 partite nelle quali ha realizzato un gol contro i padroni di casa del Sudafrica nell'ultima gara della fase a gironi.
È stato convocato da Vicente del Bosque per il campionato del mondo 2010 in Sudafrica, vinto dalla nazionale spagnola. Durante la competizione Llorente ha giocato la gara degli ottavi di finale contro il Portogallo (1-0), partita nella quale ha sostituito Torres al 58'. Due anni dopo è stato inserito dal del Bosque nella lista dei 23 convocati per il campionato d'Europa 2012 in Polonia e Ucraina. Nel corso della manifestazione, vinta dalla Spagna grazie al 4-0 in finale contro l'Italia, Llorente non è mai stato schierato.
Llorente ha inoltre disputato 5 partite con la selezione dei Paesi Baschi, con cui ha segnato un gol contro la Catalogna al Camp Nou l'8 ottobre 2006.

## Statistiche

### Presenze e reti nei club
| Stagione               | Squadra                | Campionato             | Campionato | Campionato | Coppe nazionali | Coppe nazionali | Coppe nazionali | Coppe continentali | Coppe continentali | Coppe continentali | Altre coppe | Altre coppe | Altre coppe | Totale | Totale |
| Stagione               | Squadra                | Comp                   | Pres       | Reti       | Comp            | Pres            | Reti            | Comp               | Pres               | Reti               | Comp        | Pres        | Reti        | Pres   | Reti   |
| ---------------------- | ---------------------- | ---------------------- | ---------- | ---------- | --------------- | --------------- | --------------- | ------------------ | ------------------ | ------------------ | ----------- | ----------- | ----------- | ------ | ------ |
| 2003-2004              | Baskonia               | TD                     | 33         | 12         | -               | -               | -               | -                  | -                  | -                  | -           | -           | -           | 33     | 12     |
| 2004-gen. 2005         | Bilbao Athletic        | SDB                    | 16         | 4          | -               | -               | -               | -                  | -                  | -                  | -           | -           | -           | 16     | 4      |
| gen.-giu. 2005         | Athletic Bilbao        | PD                     | 15         | 3          | CR              | 4               | 3               | CU                 | 1                  | 0                  | -           | -           | -           | 20     | 6      |
| 2005-2006              | Athletic Bilbao        | PD                     | 22         | 2          | CR              | 3               | 2               | -                  | -                  | -                  | -           | -           | -           | 25     | 4      |
| 2006-2007              | Athletic Bilbao        | PD                     | 23         | 2          | CR              | 1               | 0               | -                  | -                  | -                  | -           | -           | -           | 24     | 2      |
| 2007-2008              | Athletic Bilbao        | PD                     | 35         | 11         | CR              | 5               | 1               | -                  | -                  | -                  | -           | -           | -           | 40     | 12     |
| 2008-2009              | Athletic Bilbao        | PD                     | 34         | 14         | CR              | 9               | 4               | -                  | -                  | -                  | -           | -           | -           | 43     | 18     |
| 2009-2010              | Athletic Bilbao        | PD                     | 37         | 14         | CR              | 2               | 1               | UEL                | 11                 | 8                  | SS          | 1           | 0           | 51     | 23     |
| 2010-2011              | Athletic Bilbao        | PD                     | 38         | 18         | CR              | 3               | 1               | -                  | -                  | -                  | -           | -           | -           | 41     | 19     |
| 2011-2012              | Athletic Bilbao        | PD                     | 32         | 17         | CR              | 6               | 5               | UEL                | 15                 | 7                  | -           | -           | -           | 53     | 29     |
| 2012-2013              | Athletic Bilbao        | PD                     | 26         | 4          | CR              | 2               | 0               | UEL                | 8                  | 1                  | -           | -           | -           | 36     | 5      |
| Totale Athletic Bilbao | Totale Athletic Bilbao | Totale Athletic Bilbao | 262        | 85         |                 | 35              | 17              |                    | 35                 | 16                 |             | 1           | 0           | 333    | 118    |
| 2013-2014              | Juventus               | A                      | 34         | 16         | CI              | 1               | 0               | UCL+UEL            | 5+5                | 2+0                | SI          | 0           | 0           | 45     | 18     |
| 2014-2015              | Juventus               | A                      | 31         | 7          | CI              | 4               | 1               | UCL                | 9                  | 1                  | SI          | 1           | 0           | 45     | 9      |
| ago. 2015              | Juventus               | A                      | 1          | 0          | CI              | 0               | 0               | UCL                | 0                  | 0                  | SI          | 1           | 0           | 2      | 0      |
| Totale Juventus        | Totale Juventus        | Totale Juventus        | 66         | 23         |                 | 5               | 1               |                    | 19                 | 3                  |             | 2           | 0           | 92     | 27     |
| 2015-2016              | Siviglia               | PD                     | 23         | 4          | CR              | 6               | 0               | UCL+UEL            | 3+4                | 1+2                | -           | -           | -           | 36     | 7      |
| 2016-2017              | Swansea City           | PL                     | 33         | 15         | FACup+CdL       | 1+1             | 0               | -                  | -                  | -                  | -           | -           | -           | 35     | 15     |
| 2017-2018              | Tottenham              | PL                     | 16         | 1          | FACup+CdL       | 6+2             | 3+0             | UCL                | 7                  | 1                  | -           | -           | -           | 31     | 5      |
| 2018-2019              | Tottenham              | PL                     | 20         | 1          | FACup+CdL       | 2+4             | 3+2             | UCL                | 9                  | 2                  | -           | -           | -           | 35     | 8      |
| Totale Tottenham       | Totale Tottenham       | Totale Tottenham       | 36         | 2          |                 | 14              | 8               |                    | 16                 | 3                  |             | -           | -           | 66     | 13     |
| 2019-2020              | Napoli                 | A                      | 17         | 3          | CI              | 1               | 0               | UCL                | 6                  | 1                  | -           | -           | -           | 24     | 4      |
| 2020-gen. 2021         | Napoli                 | A                      | 3          | 0          | CI              | 1               | 0               | UEL                | 0                  | 0                  | SI          | 1           | 0           | 5      | 0      |
| Totale Napoli          | Totale Napoli          | Totale Napoli          | 20         | 3          |                 | 2               | 0               |                    | 6                  | 1                  |             | 1           | 0           | 29     | 4      |
| gen.-giu. 2021         | Udinese                | A                      | 14         | 1          | CI              | -               | -               | -                  | -                  | -                  | -           | -           | -           | 14     | 1      |
| ott. 2021-2022         | Eibar                  | SD                     | 19+1       | 2          | CR              | 2               | 0               | -                  | -                  | -                  | -           | -           | -           | 22     | 2      |
| Totale carriera        | Totale carriera        | Totale carriera        | 523        | 151        |                 | 66              | 26              |                    | 83                 | 26                 |             | 4           | 0           | 676    | 203    |

### Cronologia presenze e reti in nazionale
| Cronologia completa delle presenze e delle reti in nazionale ― Spagna | Cronologia completa delle presenze e delle reti in nazionale ― Spagna | Cronologia completa delle presenze e delle reti in nazionale ― Spagna | Cronologia completa delle presenze e delle reti in nazionale ― Spagna | Cronologia completa delle presenze e delle reti in nazionale ― Spagna | Cronologia completa delle presenze e delle reti in nazionale ― Spagna | Cronologia completa delle presenze e delle reti in nazionale ― Spagna | Cronologia completa delle presenze e delle reti in nazionale ― Spagna |
| Data                                                                  | Città                                                                 | In casa                                                               | Risultato                                                             | Ospiti                                                                | Competizione                                                          | Reti                                                                  | Note                                                                  |
| --------------------------------------------------------------------- | --------------------------------------------------------------------- | --------------------------------------------------------------------- | --------------------------------------------------------------------- | --------------------------------------------------------------------- | --------------------------------------------------------------------- | --------------------------------------------------------------------- | --------------------------------------------------------------------- |
| 19-11-2008                                                            | Vila-real                                                             | Spagna                                                                | 3 – 0                                                                 | Cile                                                                  | Amichevole                                                            | -                                                                     | 70’                                                                   |
| 11-2-2009                                                             | Siviglia                                                              | Spagna                                                                | 2 – 0                                                                 | Inghilterra                                                           | Amichevole                                                            | 1                                                                     | 64’                                                                   |
| 28-3-2009                                                             | Madrid                                                                | Spagna                                                                | 1 – 0                                                                 | Turchia                                                               | Amichevole                                                            | -                                                                     | 88’                                                                   |
| 20-6-2009                                                             | Bloemfontein                                                          | Spagna                                                                | 2 – 0                                                                 | Sudafrica                                                             | Conf. Cup 2009 - 1º turno                                             | 1                                                                     | 60’                                                                   |
| 28-6-2009                                                             | Rustenburg                                                            | Spagna                                                                | 3 – 2 dts                                                             | Sudafrica                                                             | Conf. Cup 2009 - Finale 3º posto                                      | -                                                                     | 81’ 115’                                                              |
| 29-5-2010                                                             | Innsbruck                                                             | Spagna                                                                | 3 – 2                                                                 | Arabia Saudita                                                        | Amichevole                                                            | 1                                                                     | 70’                                                                   |
| 3-6-2010                                                              | Innsbruck                                                             | Spagna                                                                | 1 – 0                                                                 | Corea del Sud                                                         | Amichevole                                                            | -                                                                     | 58’                                                                   |
| 29-6-2010                                                             | Città del Capo                                                        | Spagna                                                                | 1 – 0                                                                 | Portogallo                                                            | Mondiali 2010 - Ottavi di finale                                      | -                                                                     | 59’                                                                   |
| 11-8-2010                                                             | Città del Messico                                                     | Messico                                                               | 1 – 1                                                                 | Spagna                                                                | Amichevole                                                            | -                                                                     | 46’                                                                   |
| 7-9-2010                                                              | Buenos Aires                                                          | Argentina                                                             | 4 – 1                                                                 | Spagna                                                                | Amichevole                                                            | 1                                                                     | 46’                                                                   |
| 8-10-2010                                                             | Salamanca                                                             | Spagna                                                                | 3 – 1                                                                 | Lituania                                                              | Qual. Euro 2012                                                       | 2                                                                     | 77’                                                                   |
| 12-10-2010                                                            | Glasgow                                                               | Scozia                                                                | 2 – 3                                                                 | Spagna                                                                | Qual. Euro 2012                                                       | 1                                                                     | 76’                                                                   |
| 17-11-2010                                                            | Lisbona                                                               | Portogallo                                                            | 4 – 0                                                                 | Spagna                                                                | Amichevole                                                            | -                                                                     | 58’                                                                   |
| 9-2-2011                                                              | Madrid                                                                | Spagna                                                                | 1 – 0                                                                 | Colombia                                                              | Amichevole                                                            | -                                                                     | 81’                                                                   |
| 29-3-2011                                                             | Kaunas                                                                | Lituania                                                              | 1 – 3                                                                 | Spagna                                                                | Qual. Euro 2012                                                       | -                                                                     |                                                                       |
| 7-6-2011                                                              | Puerto La Cruz                                                        | Venezuela                                                             | 0 – 3                                                                 | Spagna                                                                | Amichevole                                                            | -                                                                     | 60’                                                                   |
| 10-8-2011                                                             | Bari                                                                  | Italia                                                                | 2 – 1                                                                 | Spagna                                                                | Amichevole                                                            | -                                                                     | 14’                                                                   |
| 6-9-2011                                                              | Logroño                                                               | Spagna                                                                | 6 – 0                                                                 | Liechtenstein                                                         | Qual. Euro 2012                                                       | -                                                                     | 62’                                                                   |
| 11-10-2011                                                            | Alicante                                                              | Spagna                                                                | 3 – 1                                                                 | Scozia                                                                | Qual. Euro 2012                                                       | -                                                                     | 62’                                                                   |
| 29-2-2012                                                             | Malaga                                                                | Spagna                                                                | 5 – 0                                                                 | Venezuela                                                             | Amichevole                                                            | -                                                                     | 46’                                                                   |
| 15-8-2012                                                             | Bayamón                                                               | Porto Rico                                                            | 1 – 2                                                                 | Spagna                                                                | Amichevole                                                            | -                                                                     | 46’                                                                   |
| 14-8-2013                                                             | Guayaquil                                                             | Ecuador                                                               | 0 – 2                                                                 | Spagna                                                                | Amichevole                                                            | -                                                                     | 46’                                                                   |
| 16-11-2013                                                            | Malabo                                                                | Guinea Equatoriale                                                    | 1 – 2                                                                 | Spagna                                                                | Amichevole                                                            | -                                                                     | 46’                                                                   |
| 19-11-2013                                                            | Johannesburg                                                          | Sudafrica                                                             | 1 – 0                                                                 | Spagna                                                                | Amichevole                                                            | -                                                                     | 46’                                                                   |
| Totale                                                                |                                                                       | Presenze                                                              | 24                                                                    |                                                                       | Reti                                                                  | 7                                                                     |                                                                       |

## Palmarès

### Club

#### Competizioni nazionali
- Campionato italiano: 2

Juventus: 2013-2014, 2014-2015
- Coppa Italia: 2

Juventus: 2014-2015
Napoli: 2019-2020
- Supercoppa italiana: 2

Juventus: 2013, 2015

#### Competizioni internazionali
- UEFA Europa League: 1

Siviglia: 2015-2016

### Nazionale
- Meridian Cup: 1

Egitto 2003
- Campionato mondiale: 1

Sudafrica 2010
- Campionato d'Europa: 1

Polonia-Ucraina 2012

### Individuale
- Trofeo Zarra: 1

2011-2012 (17 gol, a pari merito con Roberto Soldado)
- Inserito tra le "Leggende del calcio" del Golden Foot

2024